# Othrys (berg)
De berg 'Othrys' ( όρος Όθρυς -  oros Othris , ook Όθρυς -  Othri ) is een berg in Centraal-Griekenland.  Haar hoogste top,  Gerakovouni, is gelegen op de grens van Phthiotis en Magnesia en is 1726 m boven zeeniveau.

## Mythologie
De berg Othrys was in de Griekse mythologie de thuisbasis van Kronos en de Titanen, tijdens de tienjarige oorlog met de Olympische goden, beter bekend als de titanenstrijd. Het was ook de geboorteplaats van de oudere goden, Hestia, Demeter, Hera, Hades en Poseidon. Het werd aangevallen door de Olympiërs, onder leiding van de zoon van Kronos: Zeus. Zeus versloeg zijn vader en werd zo heerser van hemel en aarde.